# Крастин, Иван Андреевич
Иван Андреевич Крастин (настоящее имя и фамилия — Янис Крастиньш) (?—1936) — советский юрист, заместитель Генерального прокурора СССР (1936). Революционер. Член Всесоюзного Общества бывших политкаторжан и ссыльнопоселенцев и Всесоюзного Общества старых большевиков.

## Биография
Латыш по национальности. Старый большевик. Член РСДРП с 1904 года. Юрист по образованию и криминалист по профессии. До революции не раз сидел в царских тюрьмах. Работал присяжным поверенным, затем — начальником Следственного отдела Петроградского губернского Революционного Трибунала.
С 1922 года — прокурор Петроградской губернии, в 1927—1928 годах — прокурор Ленинградской губернии.
В 1932 — декабре 1933 года — прокурор Восточно-Сибирского края. Принимал участие в партийных чистках 1933 г.
В 1935—1936 годах — директор Всесоюзной Правовой Академии при Народном комиссариате юстиции РСФСР
В 1936 году назначен на должность заместителя Генерального прокурора СССР.
Покончил жизнь самоубийством в Москве в декабре 1936 года.
Автор работ в области советского права.

## Избранные труды
- Общественные обвинители и народные заседатели в уголовном суде . Москва — Ленинград: Гос. изд-во, 1926.
- Реорганизация правового образования, 1935
- Юридическая подготовка судебно-прокурорских работников, 1935
- Сталинская Конституция и задачи правового образования, 1936
- Всесоюзная правовая академия, 1936

О нём упоминает писатель Лев Шейнин в книге «Записки следователя».